# Pierre-Fourier Evrard
Pierre-Fourier Evrard, né le 24 mars 1876, à Mirecourt (Vosges) et mort le 25 mai 1956, à Épinal (Vosges), est un prêtre catholique et résistant français, curé de Notre-Dame-au-Cierge à Épinal de 1920 à 1953. 

## Les premières années
Pierre-Fourier Evrard est le fils de Jules Evrard, banquier à Mirecourt et de Alix-Marie Catel.
Il poursuit ses études au collège de Mirecourt (1886-1889) puis à la Malgrange à Nancy (1889-1893), avant de poursuivre à la Faculté de Nancy où il obtient une licence de philosophie en 1896 et à Paris où il obtient une licence de droit en 1897.
Originaire de la même ville de Mirecourt que son saint patron - Pierre Fourier -, il prend une part active aux fêtes de la canonisation de celui-ci en 1897 pendant lesquelles sa vocation s'éveille. Aussi, il sollicite son entrée au séminaire d'Issy-lès-Moulineaux en octobre 1898 et son entrée au sein de la compagnie des prêtres de Saint-Sulpice  l'année suivante. 
Il est ordonné prêtre en l'église Saint-Sulpice de Paris le 28 juin 1902. Après son ordination, il complète son cycle d'études à Rome à la Procure de Saint-Sulpice d'où il sort docteur en droit canon.

## Premiers ministères
De retour dans le diocèse de Saint-Dié, monseigneur Foucault le nomme professeur de philosophie au grand séminaire de Saint-Dié en octobre 1904. Parallèlement, il fonde la première colonie de vacances des Vosges, la Colonie Saint-Pierre-Fourier à Autrey puis après plusieurs transferts sur la colline de Montfort près de Vittel. Réformé pendant la guerre, il se dépense à remplacer ses confrères mobilisés dans de nombreuses paroisses vosgiennes et occupe des fonctions d'aumônier militaire. En 1919, il devient aumônier diocésain des Œuvres.

## Curé de Notre-Dame-au-Cierge d'Épinal
En décembre 1920, l'abbé Evrard est nommé curé de la paroisse Notre-Dame-au-Cierge d'Épinal, paroisse nouvelle née en 1900, dont l'église Notre-Dame-au-Cierge - du fait de la guerre - ne comprend que la nef. Il en poursuit et achève la construction pendant 20 ans, utilisant notamment sa fortune et ses talents d'auteur pour réaliser des pièces de théâtre qui financent en partie les travaux.

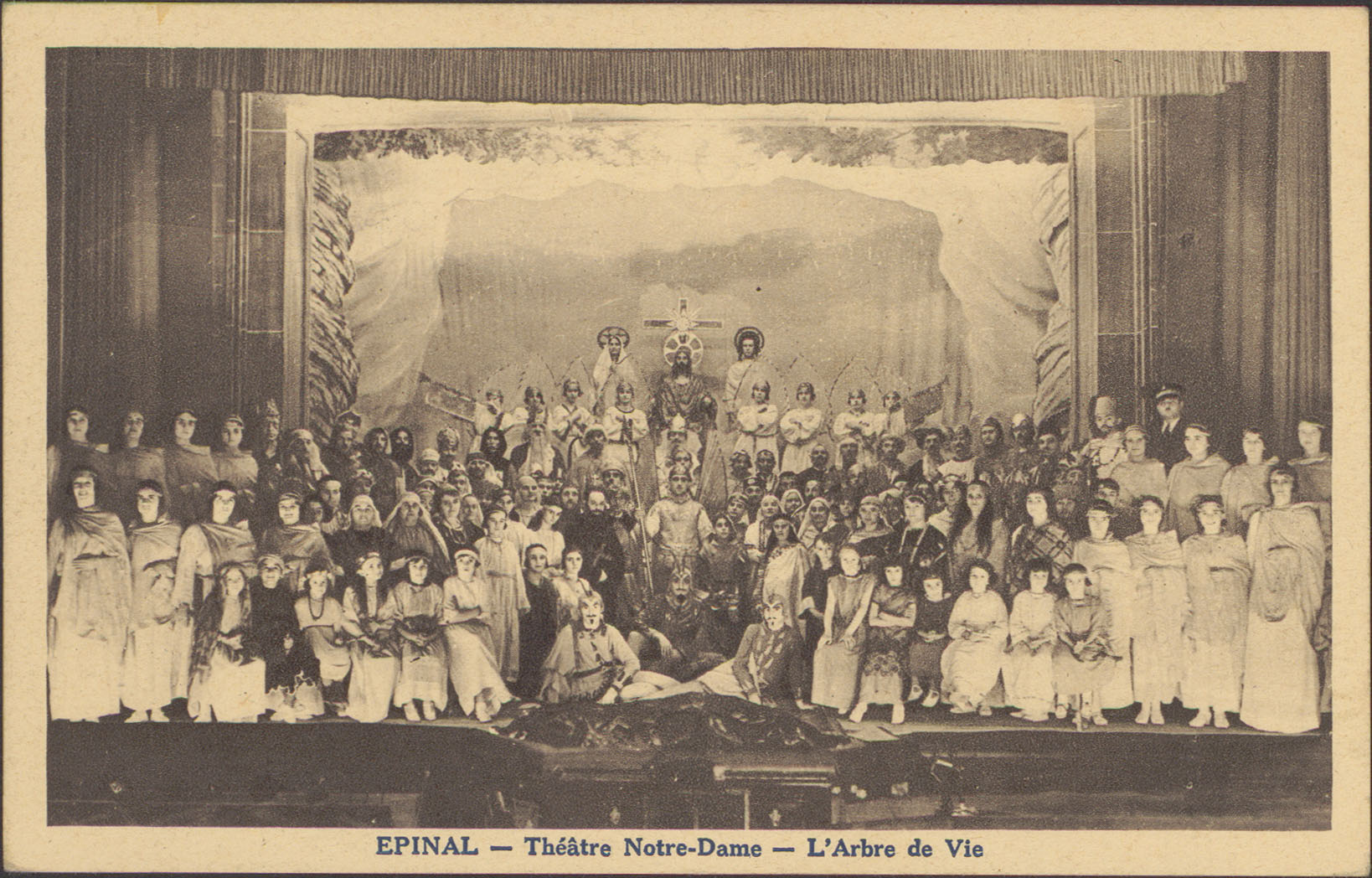
Troupe du Théâtre Notre-Dame (carte postale).

Chaque année voit de nouvelles réalisations :
- 1923 : achèvement du portail
- 1924 : façade et amorce des tours de la façade
- 1925 : portique intérieur et chapelles annexes
- 1926 : tribune
- 1927 : rosace du portail
- 1928 : installation d'un orgue et baptême des cloches
- 1935 : première pierre du chœur

Parallèlement, il déploie une intense activité pastorale : mission (1922), mouvements d'Action catholique, théâtre, conférences. Pour abriter les activités paroissiales, il édifie une salle de spectacle appelée La Familiale. Le 29 décembre 1935, une bulle pontificale élève l'abbé Evrard à la dignité de Prélat de sa Sainteté.
L'église est à peine achevée (inauguration du chœur en 1938, de la table de communion en 1939) que la Seconde Guerre mondiale éclate.
Durant le conflit, Mgr Evrard vient en aide aux personnes inquiétées, notamment des familles juives, logent des évadés. Soupçonné par la Gestapo, il est arrêté le 9 juin 1943 mais bien vite relâché par les Allemands qui s'aperçoivent que la poursuite de sa détention risque de provoquer contre eux un mouvement de résistance généralisé, tellement son influence est grande dans tous les milieux.
Le 11 mai 1944, l'église Notre-Dame est bombardée du fait de sa proximité de la gare d'Épinal. Les dégâts sont importants mais l'église est restée debout. Le 23 mai, un second bombardement vient anéantir la construction. 

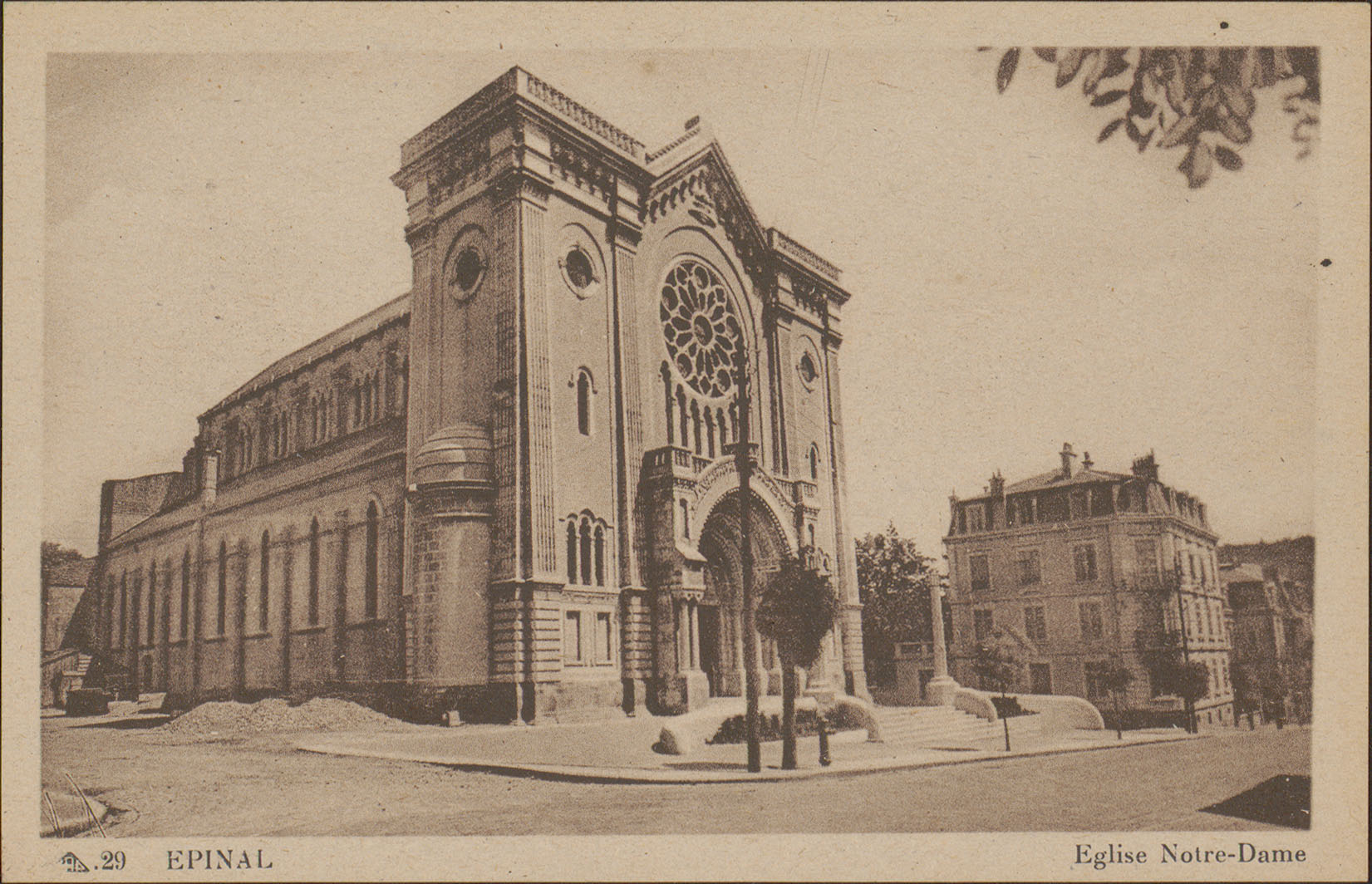
Église Notre-Dame au-Cierge.
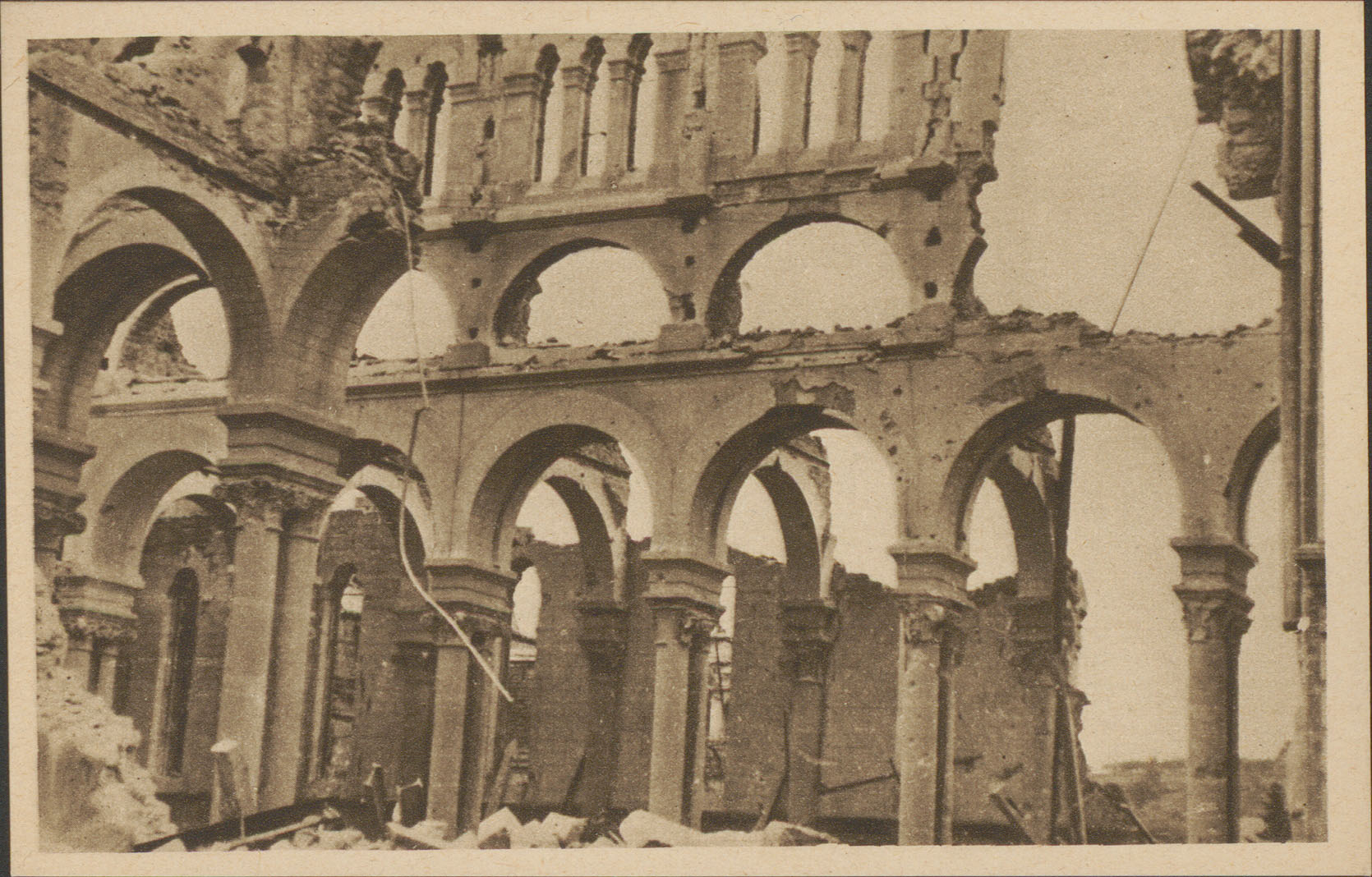
En ruines après les bombardements de 1944.

Mgr Evrard célèbre ses noces d'or sacerdotales dans les ruines de son église en 1952.En 1953, fatigué par l'âge, il laisse à l'abbé Leclerc, son vicaire et successeur, le soin de reconstruire l'église Notre-Dame à proximité des ruines, rue Maréchal de Lattre de Tassigny et se retire à Mirecourt.
Il meurt le 25 mai 1956 à Épinal qui lui organise des obsèques grandioses. Il est enterré dans le caveau des curés de Notre-Dame au cimetière Saint-Michel de la même ville.

## Postérité
Une rue d'Épinal porte son nom.

## Distinctions et décorations
- Chanoine honoraire
- Prélat de Sa Sainteté en 1935
- Chevalier de la Légion d'Honneur, reçue par Vincent Auriol, président de la République, en juillet 1952